# PC 엔진

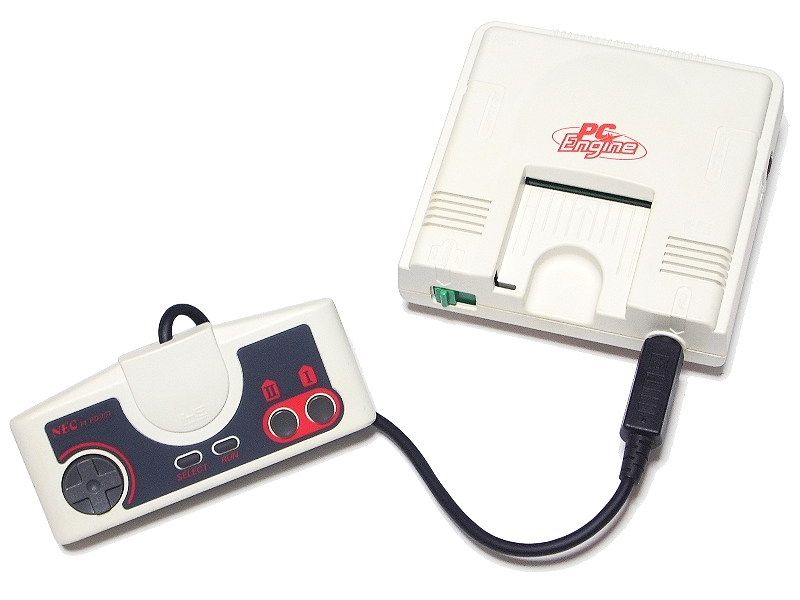
PC 엔진

PC 엔진(PC Engine, 일본어: PCエンジン, TurboGrafx-16)은 허드슨 소프트와 NEC가 공동 개발, NEC에서 발매한 가정용 게임기이다. HE-SYSTEM 규격에 근거하여, 넓은 의미로는 HE-SYSTEM 대응 하드웨어를 가리키고, 좁은 의미로는 흰색의 첫 모델을 가리킨다. 일본에서 1987년 10월 30일 발매되었으며, 대한민국에서는 1989년 출시하였다.

## 개요
닌텐도의 패밀리 컴퓨터가 발매된 지 수년이 지나 허드슨 사내에서 보다 고성능 하드웨어를 원하는 목소리에서 개발이 시작됐다. 같은 시기에 일본전기(NEC) 사내에 계획되어 있던 CD-ROM기 개발 기대와 합치했기 때문에, 허드슨과 NEC-HE와의 공동개발에 의해 시장에 투입된 게임기이다.
발매 당초는 패밀리 컴퓨터나 세가·마크 III와 경합 해, 후에 슈퍼 패미컴이나 메가 드라이브와도 경합했다.
1987년 당시 가정용 게임기의 상식을 뒤엎는 고속·고성능으로 닌텐도의 점유율을 무너뜨리지는 못했지만 신규 하드웨어로서 일정한 보급에 성공하여 국내시장에서는 1992년 현재 슈퍼패미컴에 이어 24.7%의 점유율을 차지하고 있다. 1990년대 전반의 일본시장에서 PC엔진의 주변기기인 CD-ROM2(시디롬롬)는 가장 보급되어 있던 CD-ROM 게임기이며 NEC의 고토 도미오(당시)는 「다른 메이커에 앞서 CD-ROM을 채용했던 것에 대해서는 나로서는 나름대로의 자부심이 있다」라고 말하고 있다.
코어 구상에 근거해 많은 본체·주변 기기가 발매되었다. 다수의 대전·협력 플레이를 상정하여 최대 5개의 패드(컨트롤러)가 접속 가능한 멀티탭이 본체와 동시에 발매되고, 가정용 게임기로서는 세계 최초로 CD-ROM을 게임 매체로 사용하는 등 진보적인 설계였으며[2] PC 엔진이 세상에 내보낸 CD-ROM 게임기의 사상은 이후의 게임기로도 계승되었다.
2019년에는 게임 소프트를 내장한 소형 복각판 'PC 엔진 mini'의 판매가 코나미 디지털 엔터테인먼트(KDE) [주석 2]에서 정식 발표되어, 2020년 3월 19일에 발매되었다.

## 개발 경위

### 칩의 개발
당시 허드슨이 목표로 하는 고도의 표현에 대해서 패미컴이나 PC의 「성능의 한계가 보여 왔다」라고 하는 상황에 직면하고 있었다.이 문제에 대해서 「스스로가 갖고 싶은 것을 스스로의 손으로 만들어 낸다」라고 하는 목적으로 허드슨 사장 쿠도 히로시를 비롯한 허드슨 기술자들이 움직이기 시작했다(허드슨은 시스템 개발도 하고 있어 또 반도체 기술자도 가지고 있었다).허드슨 기술자 야마무라 키미오는 「하드를 만든다고 하는 발상이 아니고, 소프트를 만드는 발상으로 개발이 시작되었습니다. 하드 메이커가 하드를 만들어 주지 않는다면 성능을 높이기 위한 칩을 만들어 보자는 것입니다.최초부터 새로운 하드를 만들려고 했던 것은 아니고, 어디까지나 팁의 개발이었어요」라고 말하고 있다.
이 시점에서는 비즈니스는 생각하지 않고, 단순하게 「자신들의 꿈을 쫓았을 뿐」이다.
그러나 반도체 제조회사가 아닌 허드슨 단체에서는 칩을 만들 수 없다. 개발자(오카다 세츠오·야마무라 키미오, 외 1명)가 시방서를 써, 반도체 메이커에 반입해도 「홋카이도에서 온 이유를 모르는 회사」에서는 신용되지 않는다. NEC를 포함한 국내의 주된 반도체 메이커에는 거절당했다.
마지막으로 방문한 세이코 엡손(이하 엡손)으로, 간신히 쿠도의 이야기를 제대로 들어 주었다. 여기서 쿠도는 "그냥 팔 생각은 없으니 무조건 하나 만들어 달라" "내 책상에 패미컴보다 성능이 좋은 게임기가 있으면 돼요"라는 이야기를 하고 있다. 대한 엡손 담당자가 개발에는 상당한 금액이 든다고 하자, 쿠도는 「돈은 얼마든지 준비하겠습니다. 뭣하면, 지금 여기에 실을테니까요」라고 응수했다. 이 시점에서 상대도 질려 있었다고 후에 쿠도는 말하고 있다.
이렇게 칩 개발은 시작됐다.허드슨, 엡손 쌍방의 멤버가 거의 같은 연대로, 세세한 점에서는 잘 서로 이야기해 결정한 부분도 있으므로 야마무라가 「함께 만들었다는 감각이 강하다」라고 증언하고 있다. 그리고 완성한 것이 「Hu-7(쿠도의 증언보다.산촌의 증언에서는 Hu6270이라고 부른다)이라고 불리는 팁이다(산촌은 Hu6270의 개발 시작이 1985년 봄, Hu6270의 완성이 확실해졌으며 다음 단계로 진행된 것이 1985년 말에서 1986년 초 무렵이라고 증언하고 있다). 비용은 2억엔, 수량으로서 「1000개고 10000개고(쿠도의 증언에서)」가 만들어졌다.

### 게임기의 개발
완성한 Hu-7(Hu6270)의 화상 처리 능력은 패미컴의 CPU를 웃도는 성능을 보여 독자적인 신 하드의 야망을 갖게 되었다.
허드슨은, 이것을 우선 샤프하게 반입한( 「생각보다 좋은 것이 생겼다고 할까, 화상의 처리 능력따위 패미컴의 CPU보다 월등히 좋다.이것을 사용하여 뭔가 할 수 있지 않을까 생각하여 우선 PC의 관계로 친분이 있던 샤프에게 그것을 보여 준 것입니다.그러면 「이것은 장사가 된다!」라고 하기 때문에 이야기가 단번에 고조되어…」라고 쿠도는 증언하고 있다).결국 샤프와는 이야기가 결정되지 않았다.닌텐도와 협력관계에 있어 그것이 걸림돌이 됐다고 한다.
다음으로 쿠도가 향한 것이 NEC이다. 여기서 운 좋게도 "마침 게임기를 만들고 싶었구나"라는 대응으로 이야기가 술술 풀렸다.
한편 NEC도 닌텐도의 패미컴의 급속한 보급에 촉발되어 1983년 말경부터 고토 도미오를 중심으로 한 젊은 사원에 의해 사내에서 「PC 이외의 무엇인가」를 만들기 위한 논의가 계속되고 있었다. 1985년에 '기록미디어에 CD롬을 사용한 게임기'라는 결과가 되었다. 목표 가격을 10만엔 이하로 설정했지만, 게임기용 저렴한 칩(CPU)을 내제화하는 설계력이 NEC에는 당시 없었다. 그 때문에 계획이 좌절되고 있었다. NEC의 타베타 토시오도 당시부터 가정용의 CD-ROM의 기획서를 제출하고 있었지만 가격의 문제가 있어 각하되고 있었다.
쿠도가 완성품의 팁과 함께 NEC를 방문한 것은 바로 그 무렵으로 「PC-8801의 후계기로서 CD롬을 탑재한 머신을 만들고 싶은 NEC」와「스프라이트에 강한 팁을 판매하고 싶은 허드슨」이라고 하는 두 사람의 이해가 일치했다.
이후 칩 개발과 도구 개발이 동시에 진행돼 칩은 엡손, 제품화는 NEC, Hu카드는 당시 미쓰비시 수지와 허드슨이 공동 개발함으로써 PC엔진은 탄생했다.

### CD-ROM2 개발
전술한 바와 같이 NEC에서 허드슨으로 넘어온 CD-ROM기 개발계획인데, PC엔진 발매 후 1년 만에 CD-ROM2 본체로 발매되게 되었다.당시 PC용 CD-ROM드라이브는 본체접속용 인터페이스와 합하여 5만7800엔이나 하고 있었지만, 가격을 5만7800엔으로 떨어트림으로써 가정용 게임에의 채용을 가능하게 했다. 개발에는 CD-ROM의 규격의 하나인 [CD-I]에 정통한 이와사키 히로마사도 참가해, BIOS 단계부터 관여하고 있다.탑재된 RAM의 용량은 메인 64KB, ADPCM용 64KB였다.이 때문에 큰 데이터를 한 번에 저장하지 못하고 공들인 연출을 위해 잦은 로딩이 필요했지만, 이 문제점은 나중에 슈퍼 CDROM2, 아케이드 카드로 RAM 용량이 확장되면서 해결했다.
시크하게 편도로 3초, 왕복으로 최대 6초 걸리기 때문에 복수의 파일을 제각각 읽게 하고, 판독 시에 에러가 발생하는 등의 상황하에서는 실용성에 문제가 생길 정도로 시간이 걸렸다. 게임의 진행 등으로 일부 데이터만 변경되는 현상이 발생했을 경우, 차분을 따로 읽는 것이 아니라 '그것들을 하나로 묶은 파일을 진행 시크마다 준비해서 시크를 가급적 시키지 않고 한 번에 읽는' 방식을 채택했다. 데이터의 이중 저장과 더불어 CD-ROM 내에서 데이터 트랙이 차지하는 비율이 대폭 증가하게 되었는데, CD-ROM 자체가 대용량이어서 이러한 대응이 가능했다.
CD롬2 발매 이전, 허드슨의 조례 때 나카모토 신이치가 CD를 가져와 "너희들, 이 안에 게임이 들어 갈테니까"라고 발언했지만 허드슨의 다른 개발자들은 당시 'CD=음악 CD'라는 지식밖에 없었고, 나카모토가 무슨 말을 하는지 알아듣지 못했다고 한다. 이처럼 허드슨 사내에서도 구체적인 형태가 되기까지는 개발정보 공개에 제한이 가해져 있었다는 얘기가 있다.
시스템카드가 버전 2.0이후의 제품부터는 CD-G(CD그래픽)를 지원하게 되어 노래방에서 재생플레이어로도 이용할 수 있게 되었다.

## NEC와 허드슨의 판매 전략

### 일본의 전개
1987년에 PC 엔진이 발매되어 초년도에 60만대의 출하를 실시했다. 미디어 전개로서 텔레비전의 전문 프로그램에 허드슨이 제공·협력, 일부는 일본 전기 홈 엘렉트로닉스도 제공을 하고 있다.거기에 가세해 홍보의 하나로서 PC엔진 발매에 맞추어 패미컴 소프트의 이벤트였던 허드슨 전국 캐러밴의 과제 게임을 PC엔진용으로 전환하고 있어 「코로코믹」의 타이업 기사나 사쿠마 아키라가 담당한 「주간 소년 점프」의 독자 코너 등, 영향하에 있는 미디어에서 PC엔진의 화제를 많이 다루었다.
1987년에 설립된 NEC애비뉴가 게임 소프트의 개발과 판매를 실시하고 있다(NEC-HE는 하드웨어 제조 메이커였다).또 허드슨이 초기 라인업을 충실히 하고 있다. 이 시기 패미컴 소프트의 제조에서의 우대조치 정지로 닌텐도와의 트러블이 되고 있던 남코(후의 반다이 남코 엔터테인먼트)가 참가.허드슨·NEC 에비뉴와 함께 초기의 세 기둥에, 참가사수 과다에 의해 포화 상태가 되어 있던 패미컴 시장으로부터 새로운 시장을 요구한 서드 파티가 PC 엔진으로 참가한, 타이토·아일렘·데이터 이스트·일본 물산등이 참가.패밀리 컴퓨터에서는 실현이 어려웠던 아케이드 게임이 이식되었다.이로써 닌텐도의 패밀리 컴퓨터가 독점 상태였던 국내 가정용 게임기 시장에서는 닌텐도에 이어 두 번째로 성장했다.
캡콤이나 컴파일 등은 소프트의 OEM 공급등을 하고 있었지만, 참가해 자사 브랜드로 판매하지는 않았다.
1988년 11월에 CD-ROM2를 발매. CD-ROM2는 1989년의 '천외마경 ZIRIA', '이스 I·II', 1990년의 '슈퍼다라이어스'와 같은 킬러소프트의 등장으로 보급이 가속화되었다.
1989년 말에는 TV 출력 단자를 기존의 RF 단자에서 AV 단자로 변경하여 색상은 다크 그레이가 되었고, 컨트롤러의 I·II 버튼에 연사 기능이 탑재된 것으로 바뀐 PC 엔진 코어 그래픽스, 확장 버스를 삭제하여 CD-ROM2와 하늘의 소리 등은 연결하지 않고 Hu카드만 전용으로 한 저가판의 PC엔진 셔틀, Hu6270을 2개로 하여 VROM2개나 하늘의 목소리 등은 연결하지 않고 Hu카드만 전용으로 한 저가판 [2배 그림]의 엔진 엔진 프린트를 확대하여 VRAM&am]의 Maintostorder]의 Maintrastorump
1991년 6월 코어그래픽과 성능은 같지만 가격을 5000엔 낮춘 코어그래픽II가 19800엔에 출시됐다. 하드의 색은 SUPER CD-ROM2 시스템과 같은 색이다. 12월에 SUPER CD-ROM2를 발매하고 있다. 또 이 시기에 코나미(브랜드명은 「KONAMI」, 그 후 게임 사업은 코나미 디지털 엔터테인먼트로 이관)도 참가해, NEC HE도 일본 시장(그때까지 당사는 미국 시장에서만 게임 소프트를 발매하는 정도였다)에서 게임 소프트를 판매하게 되어, 후기 이후의 주요 소프트 메이커에까지 발전했다[주석 5]. 이듬해인 1992년 3월에는 CD롬이 100만 대를 돌파하고 소프트웨어 공급은 CD롬 중심이 된다. 이 시기에 PC 엔진의 주력 미디어는 Hu카드로부터 CD롬에 이행이 진행되어, 본체도 PC 엔진 Duo 시리즈가 주력이 되어 갔다. 그렇지만 Hu카드도 컴팩트 사이즈 하드인 PC엔진 GT, PC엔진 LT등에서 여전히 의의는 있어 공급을 계속하고 있었다. 국내 시장에서는 1992년 시점에서 슈퍼 패미컴에 이어 24.7%의 점유율을 차지하고 있었다는 조사 결과가 잡지에 게재되었다. 이 시기에 『천외마경II』『스내쳐』라고 하는 SUPER CD-ROM2를 대표하는 킬러 소프트가 발매되고 있다. CD-ROM의 보급에 수반해, 일본 팔콤·아트딩크·시스템 소프트·리버힐 소프트·브레인 그레이·마이크로 캐빈·코에이(후의 코에이테크모 게임스)·니혼테레넷트라고 하는 PC게임의 소프트 하우스가 참가.
1994년 봄에 아케이드 카드가 발매. 램은 18Mbit로 증강돼 네오지오에서 인기를 끌었던 아랑전설2 용호의 주먹이 주력 프로그램으로 출시됐다. 이 해 말에 PC엔진의 차세대기 PC-FX가 발매된다.
PC-FX가 발매된 이후에도 PC 엔진 시장은 계속되어 1999년 6월에 멧세산오와 소프맵 전매로 발매된 '데드 오브 더 브레인 1&2'를 마지막으로 소프트웨어 공급은 종료되었다.

### 일본 국외 전개

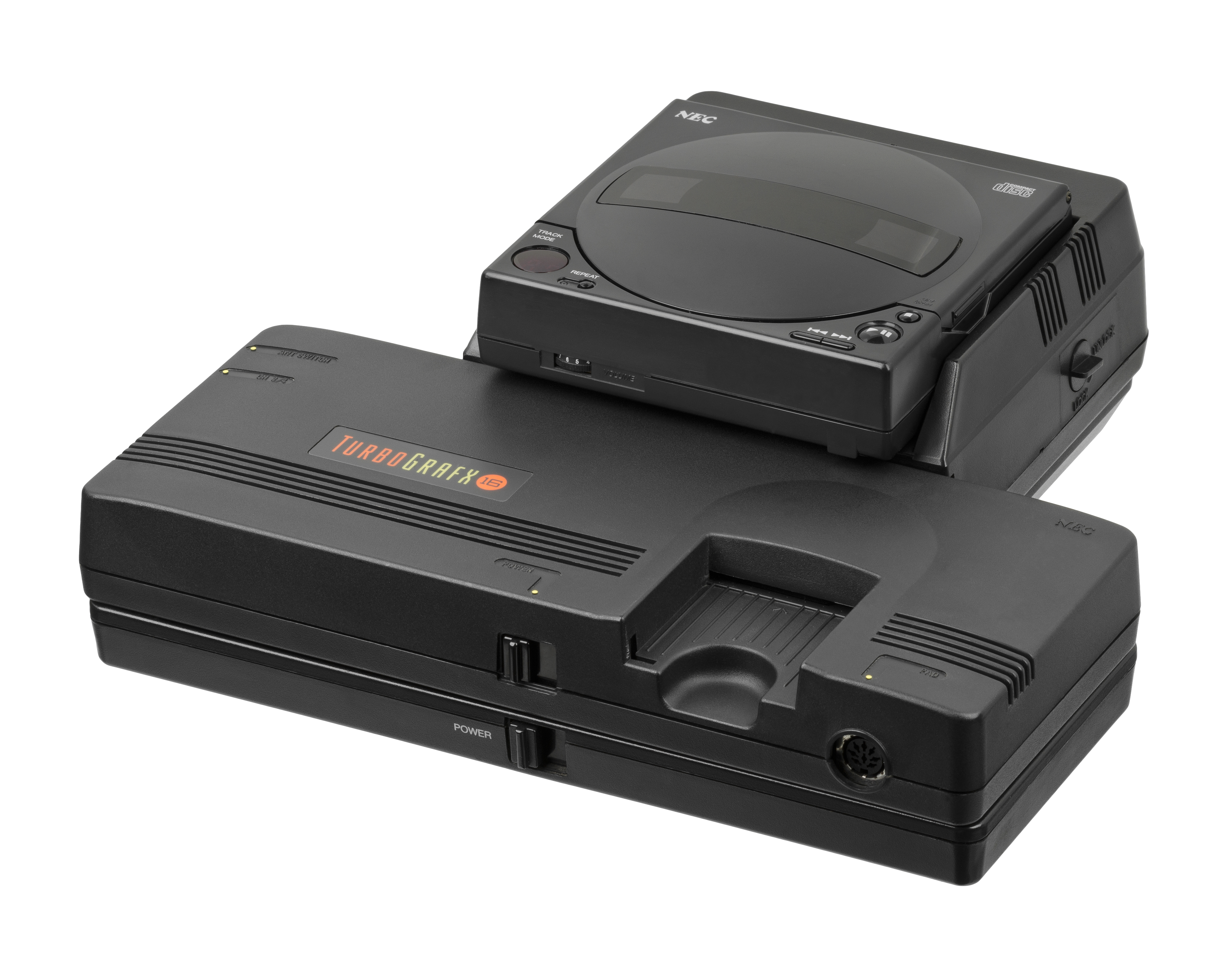
CD-ROM 유닛을 연결한 TurboGrafx-16

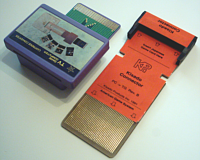
HuCARD 변환 어댑터

북미 시장에서 TurboGrafx-16(터보 그래픽스 16)의 상품명으로 발매되어 NEC의 미국 법인에서 판매됐다.HE-SYSTEM의 북미 사양이며 HE-SYSTEM의 로고만 사용하고 있다. CD-ROM2에 해당하는 TurboGrafx-CD(HES-CDR-01 TurboGrafx-16과 동시 발매)나 PC엔진 GT와 이 기능의 TurboExpress(HES-EXP-01 1990년 11월 발매)PC엔진 Duo와 이 기능의 TurboDuo(HES-DUO-01 1992년 10월 발매)등도 출시됐다.
- Turbo Grafx-16은 몸체 크기가 국내 판에 비해 가로폭이 배로 늘어났는데, 이는 몸체가 작아서 가격이 비싸면 상대적으로 꺼려진다는 해외 소비자 심리를 고려했기 때문이다.또 CD-ROM 유닛은 본체 후부에 접속하는 형식을 취하고 있지만, CD-ROM 유닛의 크기는 국내판과 같기 때문에 조합하면, 한층 더 특이한 형태(바로 위에서 보면 「凸」형)가 된다.

- TurboGrafx-16 명칭은 PC엔진은 화상처리 주위 등 일부 처리를 16비트로 하고 있었기 때문에 Sega Genesis(북미판 메가드라이브) 및 Super Nintendo Entertainment System(북미판 슈퍼패미컴)이 탑재하고 있던 16비트 CPU의 화제성에 대항하는 의미로 붙여졌다.

북미에서는 1992년 4월부터, 취급이 NEC 테크놀로지사와 허드슨의 공동출자인 터보·테크놀로지사로 변경되어 그 캠페인으로서 발매 예정의 TurboDuo(가격 $299.99)에 250달러 상당의 특전(이스 I·II, PC원인, PC원인, PC원인 2, 게이트 오브 썬더, 던전 익스플로러, 전문지 「TURBO $50 FORCE」를 첨부권 $250.또 1992년 여름 CES에 맞춰 Turbo Grafx-16의 본체 가격을 $69.99로 낮췄다. Turbo Duo 발매 이후 기존 Turbo Grafx-CD 사용자를 위해 슈퍼시스템카드와 3-in-1 CD(PC원인, PC원인2, 게이트오브샌더)와 $50짜리 소프트구매할인권을 묶은 밸류팩이 $95에 팔렸다.덧붙여서 종래의 시스템 카드는 기동 화면이 TurboGrafx-CD의 로고가 되어 있었지만, 슈퍼 시스템 카드는 국내판과 같은 「SUPER CD-ROM2 SYSTEM」의 기동 로고가 되어 있다.
Turbo Grafx-16은 참가 업체가 적었기 때문에, 판매면에서 고생했다.또한 일본에서는 CD롬 게임 환경으로 히트한 Duo를 포함한 Turbo Grafx-CD 관련 1993년 중에는 시장에서 거의 도태되었다고 한다.만년에는 만성적인 소프트웨어 부족을 메우기 위해 국내용 소프트웨어를 수입 판매하고 PC엔진인 HuCARD의 핀어사인을 TurboGrafx-16용으로 변환하는 어댑터도 비공식적으로 유통했다.
유럽 시장에서는 프랑스를 제외하고는 정식 판매가 이뤄지지 않았다.프랑스판 HE-SYSTEM는, 당시 일본에서 판매되고 있던 본체를 RGB 사양으로 개조했을 뿐으로, 본체의 형상이나 상품명 등은 일본과 같이 PC Engine이 되고 있었다.영국에서는 NTSC 출력인 채로 있는 미국 모델이 Telegames 사보다 극소수 판매된 실적이 있다.
아시아 시장에서는 대한민국에서도 발매되어 한국판 HE-SYSTEM은, 대우전자가 Zemmix PC Shuttle(CPG-100)로서 Zemmix의 라인업의 일부로 PC엔진 셔틀을 수입하고, 그 후는 PC엔진 셔틀 자체가 생산을 종료했다고도 해태전자로부터도 「슈퍼콘 바이스터」의 명칭으로, 허드슨과의 공동 개발에 의한 오리지날로고 만은.소프트웨어의 라인업은 기본적으로 일본이나 북미로부터 Hu카드만을 수입해 패키지를 독자적으로 제작한 것이었다.이 때문에 코나미 타이틀 전반, 도라에몽 게임 등 북미에서 발매되지 않은 타이틀도 포함돼 있었다.

## 하드웨어

### 핵심 구상
PC 엔진은 「코어 구상」이라고 하는 확장 사상을 가져, 퍼스널 컴퓨터와 같이 코어(핵)의 역할을 갖게 해 여러 가지 주변 기기를 접속함으로써 게임 이외에도 대응시킨다.말하자면 주변기기의 엔진에 견인한 것이며, "PC엔진"의 명명은 여기에서 유래되었다.그 때문에 DUO 계통을 제외한 본체에는 게임기로서는 최소한의 기능 밖에 없고, 타사 게임기에서는 표준 장비 혹은 카트리지에 내장되는 기능도 별매의 주변 기기로서는 보완해 나갈 필요가 있었다.
구상의 요체였던 확장버스는 초대PC엔진부터 시작하여 코어그래픽계통 등의 본체후부에 표준장비가 되어 있으며 주변기기의 접속은 주로 이것을 사용한다.많은 주변 기기가 발매되었지만, 확장 버스를 이용하는 기기는 배타 사양이며, 또 LT나 슈퍼 그래픽스 등 하드의 형상이 통일되어 있지 않아 접속할 수 없는 대물도 있었다.이 문제를 해결하기 위해 주변기기를 접속하기 위한 주변기기도 나왔다.확장버스는 기능을 추가하는 것이었지만, 성능향상을 위한 것이 아니었기 때문에 PC엔진을 슈퍼그래픽에 상당하는 주변기기는 발매되지 않아 전용 소프트웨어를 플레이하기 위해서는 슈퍼그래픽 자체를 별도로 구입해야 했다.
PC엔진 전문지의 하나 「마루카츠 PC엔진」에서도 1989년 10월호의 116 페이지에서는 하늘의 소리 2를 AV출력에 대응시키기 위한 개조 기사를 게재하거나 PC엔진 SG에 대해 1989년 12월에 기사를 짰지만 19 페이지에서 「모두 자신의 머신이 구기종이 되어 버린다고 하는 불안을 느끼고 있는 것 같다. 그러나 가격 설정이나 판매 방침을 생각하면, 이 신기종이 주류가 되는 일은 우선 없다고 해도 좋을 것 같다」라고 기재하고 있어, 유저에게 불필요한 지출을 시키지 않게 하는 배려도 실시하고 있다.

### HE-SYSTEM
NEC-HE와 허드슨에 의해서 제창된 규격.라이선스 상품의 증명으로서 PC엔진에 관련하는 본체와 소프트웨어에는 반드시 로고가 기재되어 있다.또한"HE-SYSTEM"(에이치 이 시스템)의 "HE"는 Home Entertainment의 약어이며 『 홈 엔터테인먼트 시스템 』다는 뜻이다.
그 PC엔진의 브랜드 로고는 NEC가 판매하는 일본 국내용 HE-SYSTEM의 하드웨어에서 사용되는 때문에, 타사 제품인 레이저 액티브에 관해서는 NEC에서도 OEM공급함으로써 PC엔진의 로고를 사용한 반면 X1twin에 관해서는 NEC의 제품은 아니지만 허드슨이 개발에 관여하고 있기 때문에 HE-SYSTEM의 로고만 사용하고 있으며 PC엔진의 로고는 일절 사용하지 않았다.
CD-ROM2용의 디스크를 CD플레이어로 재생했을 때의 경고 음성에 관해서는 표준 메시지로부터이지만"HE-SYSTEM의 CD-ROM디스크입니다"라고 말했고, PC엔진의 명칭은 한마디도 하지 않았다.이는 등장 캐릭터가 담당하는 제목도 비슷한 조치이다.

### 백업 기능
Hu카드에는 백업 기능이 없었기 때문에 초기 소프트는 게임 재개 시에 패스워드를 수동으로 입력할 필요가 있었다.
이윽고 하늘의 소리2나 백업 부스터 등 주변기기가 발매되면 세이브 데이터·백업이 가능하게 되었다.하나로 여러 개의 소프트웨어에 대응해야 하기 때문에 패미컴 등의 카트리지 내장식보다 용량이 크다. CD-ROM2가 발매되면 본체의 기능으로 통합되었다. DUO의 등장으로 확장버스가 폐지되고, 또 게임의 데이터의 비대화에 수반해 HuCARD 슬롯이나 컨트롤러 포토로 접속하는 기기도 발매되었다.

### 컨트롤 패드
표준 패드는 외형을 바꾸었지만 버튼의 배치와 크기는 패미컴 I콘과 같다.십자 버튼만 형상이 변경되고 있어 버튼류는 명칭이 다르지만, 「START→RUN」 「A/B 버튼→I/II 버튼」과 위치 관계상 각각 대응하고 있다.PC 엔진 코어 그래픽스 이후의 기종에서는 각각 색조를 맞춘 연사 패드가 표준 장비되고 있다.그 후 버튼 수(3/6 버튼 사양)를 바꾼 것이 발매되었다.
또 「RUN 버튼」을 누르면서 「SELECT 버튼」을 누르는 것으로 리셋트를 거는 기능이 기본적으로 소프트 측에 탑재되고 있다( 「요괴 도중기」 등, 서드 파티제의 소프트에서는 예외적으로 「SELECT」→ 「RUN」에서도 리셋트를 실시할 수 있는 경우가 있다).이 조작은 멀티탭 경유로도 가능하기 때문에 1플레이어만이 가능한 기능에는 머무르지 않는다.
패드는 탈착식이지만 본체에는 컨트롤러 단자가 1개 밖에 없고, 2명 이상의 동시 플레이에는 별매의 멀티탭을 구입해, 단자를 증설할 필요가 있다.멀티탭은 5인용 외에 3인용, 2인용 등 게임 용도에 맞게 발매되고 있다

## 그 외
성능을 살려 업소용 게임의 이식작이 다수 발매되었으며, 코어 구상이라는 독자적인 확장 사상으로 PC와 같은 역할을 갖게 하려고 했다. PC 엔진은 게임 데이터의 저장 방법 등 지금의 게임기에서는 당연시되어있는 일을 보다 빨리 적용했던 것을 알 수 있다. 또, 여러 명의 사람이 즐길 수 있도록 하는 멀티 탭을 최초로 도입한 게임기이기도 하다. 한국의 해태전자에서 바이스타라는 이름으로 정식 수입된 적이 있었다. 또, 대우전자에서도 pc엔진 셔틀을 정식 수입하여 발매하였다. 1994년에는 32비트의 후계 기종인 PC-FX가 발매되었지만, PC 엔진과의 호환성은 없다.
|  |  |
|  |  |
|  |  |

## 여담
- 2019년부터 'PCEngine'의 상표명은 코나미 디지털 엔터테인먼트(KDE)와 빅로브(BIGLOBE)의 상표등록(제 2272123 호 등)이 되어 있다 ('PCエンジン'으로는 상표로 등록되지 않는다.). 발매 당시 허드슨과 NEC 홈 일렉트로닉스(NEC-HE)가 상표 권리를 보유하였으나, 허드슨은 2012년 KDE에 흡수 합병, NEC-HE는 2001년 회사 해산에 미치며 상표 보유 권리 관계가 친회사의 NEC를 거치고, 2006년 NEC에서 분리한 빅로브[1]가 계승하고 있다. 'PC 엔진 mini'의 저작권 표기는 KDE와 빅로브 로만의 두 회사명으로 표기하였으나, 그 후 빅로브 로만 삭제처리되었다 (이유는 없어진 게임 전문 메이커 회사였다는 허드슨이 개발했던 휴카드(미쓰비시 수지와 공동 개발), 텐노코에 2, 텐노코에 BANK의 제작·저작권을 KDE가 보유하고 있어서이며, 일본의 검색 포털 사이트 회사로 자리매김 하는 빅로브는 게임 제조·판매 전문 회사가 아닐 정도이기 때문이다.).
- PC 엔진 일본산 전체 공인 소프트웨어 카탈로그에는 바둑, 건담, 북두의 권[2], 울트라맨, 가면라이더, 짱구는 못말려, 슈퍼로봇대전의 관련 게임 소프트웨어가 하나로도 제작·발매하지 않았었다.[3]
- PC 엔진의 오리지널 북미산 소프트웨어 카탈로그 중 상당히 적은 개수로 분포되었다.
- PC 엔진의 카탈로그 중에는 세가의 게임기(세가 마크 III, 메가드라이브, 세가 새턴) 소프트웨어 중에서 수많은 영향력과 존속성으로 제작 전개되었다.[4]

## 본체 종류
- PC 엔진
- PC-KD863G
- X1 트윈
- PC 엔진 셔틀
- PC 엔진 코어그래픽스
- PC 엔진 슈퍼그래픽스
- PC 엔진 GT
- PC 엔진 코어그래픽스 II
- PC 엔진 듀오
- PC 엔진 LT
- PC 엔진 듀오-R
- 레이저 액티브 PCE 팩
- PC 엔진 듀오-RX

## PC 엔진 미니
2019년 6월 12일 코나미측이 E3 2019에서 초대 PC 엔진을 복각한 PC 엔진 미니를 발표하였다. 수록된 타이틀은 다수 국가에 따라 수록하게 될것이며, 차후에 발매일과 다음 수록작들을 추가로 발표될 예정이다.